# オートノミー
オートノミー（英: Autonomy、独: Autonomie、日: 自律、中: 自主權）とは、元々「自分で自分に自身の法を与える者」という古代ギリシア語に由来する概念で、一般に、自主(性)・自律(性)・主体(性)・自治・自治権・自主権・自己決定権などを意味し、政治・道徳・哲学・心理学・医学・宗教・法・人事・人権など幅広い分野において、複数のそしてそれぞれ異なる、または複合的な意味をもつ基礎概念である。
日本の医療の分野では、「患者の自主権・自己決定」の文脈においてしばしばオートノミーを「自律性」と誤訳した上で「患者が自分を律して自己規制すること」などと「患者の権利を否定」するような正反対の意味で誤用されている。さらに、日本医師会においては海外文書の翻訳文において「患者のオートノミーは自律性」と訳しながらも「医師のオートノミーはオートノミー」とカタカナ表記で翻訳し、「オートノミー」の訳を意図的に異なるものにしている（後述）という現象も見受けられているので、注意が必要である。

## 由来
オートノミーの由来は、古代ギリシア語の、
αὐτονομία,  autonomia, from αὐτόνομος, autonomos, from αὐτο- auto- "self" and νόμος nomos, "law"
つまり英語で表現すると、
"one who gives oneself one's own law"
という意味の言葉から由来する。
日本語に直訳すると、
```
「
自分で自身に独自の法を与える者
」
```

となる。

## 定義
上記、古代ギリシア語から派生した英単語、オートノミー（Autonomy）の定義は、
"the capacity of a rational individual to make an informed, un-coerced decision"
であり、正確さを重視して直訳すると、
```
「
合理的な個人が、総合的にすべての情報を与えられた（得ている）状態で、他からの干渉を受けない自由な意思決定をすることが可能な
キャパシティー
（可能な能力・状態＝権利・権能）
」
```

となる。

## 派生概念と用語
オートノミーの日本語訳として、日本において主に用いられる用語（と派生概念）のうち、代表的なものを以下に要点としてまとめる。

### 政治・社会学における
概念として「自治」
具体として「自治体」、「自治区」、「自治領」、「自治行政区画」
権利として「自治権」、「自律権」(内部事項については自主的に決定できる権能)

### 法学・医学における
概念として「自主」
- 「自主」の対義語として「従属・強制」
- 「自主」の主客転倒で「不随意・自動」

具体として「自主性」、「自己決定」
- 「自己決定」の対義語として「パターナリズム」

権利として「自主権」（例：関税自主権）、「自決権」
個人の権利として「身体的自主権」、「自己決定権」
- 「自己決定権」を保障するためのプロセスとして「インフォームド・コンセント」

民族の権利として「民族自決権」

### 哲学における
概念として「オートノミー」
カントの言う、他者からの「自主」と内なる「自律」と理想としての「自立」から成る「オートノミー」
- 内心の欲求に対する「自律心」

道徳的権利（Moral rights）として「人格権」、「内心の自由」、「安詳恭敬」
- 派生して、帰属主体としての「著作者人格権（Moral rights）」、「信教の自由」

### 心理学における
概念として「自立」
- 「自立」の対義語として「依存」

概念として「自律」
- 発達心理学の、成長期における「自律性（「善悪の判断と自己抑制）」の発達過程。

### 宗教における
- 神権に基づく自由の概念からの宗教・教会自治

「教会自治権」、「自治教会」、「教区管轄権」

### 人事における
「職権」
- 業務上の役職地位に与えられた範囲で主体的に決断を下せる権利・職能

## 政治
オートノミーは、自治体などの、自治、自治権、（海外）自治領、「自治行政区画（Autonomous administrative division）」などの訳であり、自治・自治体・自治権を指す。

## 社会学
知識社会学一般におけるオートノミーのコンセプトは、オートノミーにおける境界などについての議論があり、その相対的な意味以上の合意が得られている段階ではないとされている。

### 制度的オートノミー（自治制）
制度的オートノミー（Institutional autonomy）は、議員としての権能を持つものが公式な目標を付与することができる体制を指す（自治区など）。制度的自治体はそのリソースや計画、プログラム、サービスなどを提供するにあたっての責任を負う。同時にその社会的な立場による責任なども負う。その自治体にとっては自己管理体制などのガバナンス体制が必要となる。またリーダーシップや意思決定における責任の分配などは、その資源の入手に有効なものとなる。
制度的オートノミーは、しばしば（自決権・「民族自決（self-determination）」）と同義語になり、多くの政府は、民族統一主義などによる混乱を恐れる。しかしながら、オートノミーは民族自決などの問題の解決策としてみなされるべきである。民族自決は独立への運動であり、一方オートノミーは固有の地域・グループを尊重しようとするものだからである。制度的オートノミーは、社会の中において、マイノリティや少数民族との衝突や対立を解消することが出来るものである。よりオートノミーを推進することによって、中央政府との外交的関係を築く助けとなるものである。

## 哲学における「オートノミー」
オートノミーは、哲学のさまざまな分野に大きな影響を与える重要な概念となっている。形而上学的哲学では、オートノミーの概念は、自由意志、宿命論、決定論、そして行為主体性（行為者の想定）についての議論で扱われている。
倫理学においては、オートノミーは自分自身を客観的な道徳法に従わせることを指す。

### カントによる「オートノミー」
イマヌエル・カント （1724-1804）は現代倫理に関する3つのテーマによってオートノミー（ ドイツ語: Autonomie ）を定義したものと現代倫理学の哲学者達によって解釈されている。第一に、他者からの干渉を排除して自らの決定を下す権利としてのオートノミー（自主性・自主権・自己決定権）。第二に、自らの心の独立性を通してそして個人的な熟考の後にそのような決断をする能力としてのオートノミー（自律性）。第三に、オートノミー（自立的）に生活するための理想的な方法として。要約すると、オートノミーは、自分が所有する内なる道徳的な権利（Moral rights=内心の道徳的な権利=人格権）、または日常生活の中で展開する出来事に対してある程度のコントロールまたはパワーを提供する自分自身のために考え、決定を下すために私たちが持つ能力とされる。カントによると、道徳は、その道徳的欲求が定言命法で表現され、オートノミーを前提としたものであると主張した。
「道徳の形而上学の基礎づけ」、でカントはまた人格と人間の尊厳の概念を定義するためにオートノミーの概念を適用した。オートノミーは、合理性と一緒に、意味のある生活のための2つの基準としてカントによって解釈された。それはオートノミーがあるがゆえに、人間の行動は道徳的に賞賛に値するか、または非難に値するものとなる。植物や動物などの非オートノミーな存在は、その行動が非オートノミー的であるために非難に値するものではなくなる 。

### ニーチェによる「オートノミー」
フリードリヒ・ニーチェは、オートノミーと道徳的な戦いについて書いている。この意味でのオートノミーは自由な自己と呼ばれ、自己尊重や自己愛さえも含む自己のいくつかの側面を伴う。これはカント （ 自尊心 ）とアリストテレス （ 自愛 ）の影響を受けていると解釈することができる。ニーチェにとって、倫理的オートノミーを尊重することは、愛（自己愛）と法（自尊心）との間の対立を解消することといえる。ニーチェは自分の人生に責任を持つことで自由の感覚を持つことを定義しているので、自由と自己責任はオートノミーと強い関連性を持つ。

### ピアジェによる「オートノミー」
スイスの哲学者ジャン・ピアジェ （1896-1980）は、オートノミーは内から来て、「自由な決断」から生じるとした。それは本質的な価値があり、オートノミーの道徳は受け入れられるだけでなく義務的である。社会的交流の試みが行われるとき、他者との共同作業が行われた理由に関係なく、オートノミーがあることは相反的、理想的かつ自然である。ピアジェにとって、オートノミーという用語は、ルールが自己選択的であるという考えを説明するために使用する。従うべきルールを守るか守らないかを選ぶことで、私たちは自分たちの行動を決定するのである。
ピアジェは、子供たちのゲーム中およびインタビューを通して子供たちの認知発達を分析し、子供たちの道徳的成熟プロセスは2つのフェーズで行われると分類した。
- 異論推論：

ルールは客観的で不変。当局がそれを命じており、例外や議論に合わないので、それらは文字通りでなければならない。規則の根拠は優れた権威（両親、大人、州（県）、国）であり、いかなる場合においても規則がそれらに課したまたはそれを満たした理由を与えるべきではない。提供された義務は、自分から与えられたものと考えられる。道徳的動機や感情は、人が正しいと信じるものを通して可能。
- 自律推論：

規則は合意の産物であり、したがって変更可能である。それらは解釈の対象となることがあり、例外や異議の対象となることがある。

### コールバーグによる「オートノミー」
アメリカの心理学者ローレンス・コールバーグ （1927-1987）はピアジェの研究を続け、文化の多様性を排除するために様々な緯度から情報を収集し、道徳的な推論に焦点を当てており、行動やその結果にはそれほど重点はおいていない。「道徳的ジレンマ」を経た青年期および10代の少年たちへのインタビューを通じて、コールバーグはさらに道徳的発達の段階を発展させた。彼らが提供した答えは2つのうちの1つであることが多いことがあきらかになった。彼らは与えられた法律、権威者、あるいはある種の規則に従うことを選ぶか、あるいは人間の必要に役立つような行動をとることを選びつつ、これらの規則や命令を破っていた。
最も人気のある道徳的ジレンマは、特別な種類の癌のために死に近づいている男性の妻を巻き込んだものである。その薬は自分で入手するには高すぎるため、そしてその薬を発見して販売した薬剤師は思いやりがなく、ただ利益が欲しいだけだとして、それを盗みんだ。コールバーグは、これらの思春期および10代の少年（10歳、13歳、16歳）に、夫がそうすべきかどうかを尋ねる。すると、彼らの決定に応じて、彼らはより深い論理的根拠と考えについてコールバーグに答えを提供し、それらが重要であると考えるものを決定しました。そしてこの値が彼らの道徳的推論の「構造」を決定した。
コールバーグは道徳の3段階を提示し、それぞれの段階は2つのレベルに分けられる。それぞれ漸進的なもので、つまり、より高いレベルはより大きなオートノミーを示す。
- レベル1：倫理的/前慣習的な道徳性：快楽主義的または肉体的な結果に応じて。
  - [ステージ0：自己中心的判断：ルールや義務の概念の欠如など、個々の願いから独立した道徳的概念はない。]
  - ステージ1：罰 - 服従の方向性：この規則は罰を避けるためにのみ守られています。肉体的な結果が善または悪を決定し、力は、人間的または道徳的価値、またはこれらの結果の意味を尊重することなく、疑いもなく延期されます。心配は自己のため。
  - ステージ2：道具 - 相対主義者のオリエンテーション：道徳は個人主義的で自己中心的です。利益の交換があるが、常に個人のニーズを満たすという観点から。公平性と相反性の要素が存在するが、これらは感謝や正義の経験ではなく、実用的な方法で解釈される。本質的には自己中心的だが、他人の視点から物事を見る能力を取り入れ始めている。
- レベル2：慣習的な道徳性／役割の適合性：規則は社会の定められた慣習に従って守られる。
  - ステージ3：いい子：オリエンテーション：モラルはステレオタイプの社会的役割に従って考えられる。直接のグループの承認を得るための規則に従い、正しい行動は他人を喜ばせるか、または自分が良い人であるという印象を与えることに基づいて判断される。行動は意図に従って評価される。
  - ステージ4：法と秩序の志向：道徳は制度の権威、あるいは社会秩序の必要性に従って判断される。法律と秩序が優先される。
- レベル3：慣習後の道徳性/自己容認された道徳的原則：道徳的行動の基準は内部化されている。道徳は、慣習的に確立された社会の中の個人の価値の認識に関する意識的な反射から導き出される合理的な判断によって支配される。
  - ステージ5：社会契約の方向性：基本的な普遍的な価値として合法的に確立されている個人の権利と基準がある。規則は手続きを通して合意され、社会はより大きな恩恵を受けるために批判的検討を通して合意に達する。
  - ステージ6：普遍的な原則志向：抽象的な倫理的原則は、社会的な規則や慣習に加えて、個人的なレベルでも守られる。正義、相互主義、平等、そして人間の尊厳という普遍的な原則は内在化しており、もしこれらの理想に従わなければ、罪悪感や自責の念がもたらされる。

## 子供の発達過程における「オートノミー」
小児期および思春期・青年期におけるオートノミーは、独立した自我によるオートノミーな個人として自分自身の感覚を獲得（self-governing）しようと努める発達過程。また1〜3歳期の、エリクソンとフロイトの発達の第2段階の間に発生する心理社会的危機はオートノミーと恥じと疑いのことである。この段階で起こる重大な出来事は子供たちがオートノミーであることを学ばなければならないということであり、そしてそうしないことは子供が彼ら自身の能力を疑って恥ずかしいと感じるかもしれないということ。子供が自立すると、子供は新しいスキルを探求し習得することができる。オートノミーには2つの重要な側面がある。つまり、親よりも自分自身に頼る感情的な要素と、判断を使用して独立して意思決定を行う行動的な要素がある。子育てのスタイルは、子供の自主性の発達に影響を与える。権威のある子育ては最も成功したアプローチであり、両親は彼らの年齢と能力にふさわしい自治権付与に従事する。思春期の自治は、アイデンティティの探求と密接に関係している。青年期には、親と仲間が影響力のある代理人として行動する。思春期初期における同僚の影響力は、青少年が成長するにつれて親や同僚の影響を受けにくくなるため、思春期のプロセスが徐々に自主的になるのに役立つ。青年期において最も重要な発達課題は、健康的な自主意識を発達させることとなる。

## 宗教における「自治」・「教区管轄権」
キリスト教では、オートノミーはさまざまなレベルの教会運営における部分的な自治を意味する。キリスト教の歴史において、オートノミーには2つの基本的なタイプがあった。いくつかの重要な小教区や修道院には「教区管轄権」といった、特別な自治権と特権が与えられ、最も有名な修道院自治の例はギリシャのアトス山の有名な東方正教会の修道院コミュニティである。一方で、教会全体の行政区の行政自治には、歴史を通じて様々な程度の内部自治が含まれてきた。
サルトルはデカルト神が完全なる自由でオートノミー的であるという概念を提唱している。神は本質、永遠の真理そして神の意志の創造者である神と共にある存在が本質よりも優先されると述べ、この純粋な神の自由は、人間が既存の考えや価値観にとらわれるべきではない、という点で、人間の自由と教会のオートノミー（自治・信教の自由）に関連づけられている。
アメリカ合衆国では、連邦政府による、国立教会の建設を制限されている。これは、アメリカ合衆国憲法修正第1条が、自分の信念に従って信仰を崇拝する自由を人々が認めたことによるものである。例えば、アメリカ政府は、教会の政治への歴史的影響と公衆への彼らの権威のために、彼らの「権威の範囲」から教会を取り除いている。しかし、これが衰退の始まりとなる。アメリカのプロテスタント教会は、学校、病院、孤児院、大学、雑誌などの設立を組織した19世紀のアメリカ文化に大きな影響を与えたものだった。しかしこれは政教分離原則という有名で、よく誤解される言葉をもたらしました。これで教会は州からの立法上および財政上の支援を失うことになった。
戦後、帰還した兵士たち、そのベビーブームにより一時復興の兆しがあったものの、これらの信者は彼らの両親と同じ信念を持ってはおらず、1960年代の政治的、そして宗教的な変革をもたらしすことになった。この1960年代に、宗教的および文化的な中間の崩壊は、3番目の不安定化をもたらした。宗教は個人にとってより重要でなくなり、共同体コミュニティにとってもそれほど重要ではなくなっていった。これらの変革からもたらされた変化は、構造上の制約がないために個人の自主性を著しく高め、彼らに選択の自由を与えることになった。この概念は「新しい自主主義」 として知られており、そこでは個人がどのように宗教的であるかについての自由な選択と宗教的であるかどうかの自由な選択を与えるものである。

## 医学における「自主権」と「自己決定権（身体的自主権）」
医学的には、患者の個人的な自主性・自己決定権（オートノミー）を尊重することは、医学における多くの基本的な倫理原則（医療倫理、生命倫理、研究倫理を参照）の1つとされている。自主（オートノミー）とは人が自分で自由な意思決定をすることができるべき、というものである。この自己決定権（オートノミー）を尊重することは、インフォームド・コンセントとシェアード・ディシジョン・メイキングの中心的なコンセプトである。しかしながら、今日の医学の実践において不可欠であると考えられてはいるものの、この考え方は過去、第二次世界大戦後の数十年ほどの間に発展したものである。トム・ビーチャムとジェイムズ・チルドレスは、「Biomedical ethicsの諸原理（Principles of biomedical ethics 1979）」（現「生命医学倫理」）において、「4つの原則」
- 患者の自主尊重原則（respect for a patient's personal autonomy） - 個人として尊重し、その自己決定権を尊重する。患者は自分の治療を拒否または選択する権利がある。
- 与益原則（善行）（beneficence） - 医療者は患者の最大の利益のために行動すべきである。
- 無加害原則（無危害）（non-maleficence）- 害悪を加えない。または、"実用的には" - 害よりも善を促進する。
- 公平・正義の原則（justice/equality）- 乏しい健康資源の分配、および誰がどの治療を受けるかの決定に関する公平原則。

を提唱した。
その本では、ナチスドイツ後の、ニュルンベルク裁判は（T4作戦ほか）人体実験（非倫理的な人体実験）の被験者の身体的インテグリティと個人的自主権（オートノミー）を侵害した恐ろしく搾取的な医学的「ナチス・ドイツの人体実験」の詳細を説明している。これらの事件は、医学研究への自発的参加の重要性を強調したニュルンベルク綱領のような医学研究における保障措置の要求を促すものとなった。ニュルンベルク綱領は、研究倫理に関する現在の多くの文書（ヘルシンキ宣言、リスボン宣言、ベルモント・レポート、等々）の前提となっていると考えられるようになった。
患者の自主性の尊重を強調する動きは、医療において自主性が損なわれやすく、構造的に、患者の脆弱性が生まれる事を指摘された事から生じたものである。そして、患者の自主尊重は医療に組み込まれるようになり、患者は受ける医療サービスについて個人的な決定を下すことができるようになっていった。ただ、自主性にはいくつかの側面と、医療運営に影響を与える課題が残されている。患者が扱われる方法は、患者の主体性・自主性を弱体化させる可能性があり、このため、患者とのコミュニケーションが非常に重要なものとなる。患者と医療従事者との間の良好な関係は、患者の自主性が尊重されることを確実にするために、明確に定義され、指針などの文書かを図る必要がある。人間は人生の他の状況と同じように、患者としても他の人の管理下に置かれることを本来は望まないのです。
患者の自主性は研究の文脈においてのみ適用されるわけではない。医療を受ける患者は、医師に支配されるのではなく、自主性を尊重して治療を受ける権利を持っている。これを父権主義（パターナリズム）の問題と呼ぶ。父権主義は患者にとって全体的に良いものであることを意図してはいるものの、患者の自主を大いに、容易に妨げることがある。そのため、確立された「治療的関係（Therapeutic relationship）」を通して、患者と医師の間の思慮深い対話を通じたコミュニケーションが、患者が意思決定への参加者とし、より良い結果をもたらすもとなる。
自主性（オートノミー）にはさまざまな定義があり、その多くは社会における個人の文脈に置いている。また、「関係自主性（relational autonomy）」は、人は他人との関係を通して定義されることを示唆するものです。また、「支持された自主性（supported autonomy）」 は、特定の状況において長期的に自主性を守るために一時的に妥協すべきことがあることも示唆している。他の定義では、その人の権利がいかなる状況下でも妥協されるべきではない封じ込められたそして自給自足的な存在としてその人をイメージするものなどである。
現代の医療がより大きな患者の自主性に移行するべきか、それとも伝統的な父権主義的（パターナリスティック）なアプローチを固守べきかについても、異なる見解が存在する。例えば、現在行われている患者の自主性尊重は、治療における誤解や文化の違いといった欠陥に悩まされているということ、そして専門知識を持つ医療専門家は、父権主義に基づくべきである、とする医療者側からの議論などである。他方、患者の自主性を改善させていくためには、患者と医療従事者との間の関係理解を増加させていく必要がある、というアプローチも提示されている。
トム・ビーチャムとジェイムズ・チルドレスはインフォームド・コンセントの7つの要素として、しきい値の要素（能力と自発性）、情報の要素（開示、推奨、理解）と同意の要素（決定と承認）を提示した。ただ、ハリー・フランクフルトのような何人かの哲学者はビーチャムとチルドレスの基準は不十分で、意図的に行動する上で、自己の欲求について高次の価値観を形成する能力を行使する場合においてのみ、その行動は自主的（オートノミー）なものであると考えることができると主張している。
特定の特殊な状況では、政府は、人の命と幸福を維持するために、身体的インテグリティを保護する権利を一時的に無効にする権利を有する場合がある。このような制度は、「支持された自主性（supported autonomy）」の原理を用いて説明することができる。一例として、メンタルヘルスにおけるユニークな状況を記述するために開発された概念（例としては、強制摂食で死亡者の摂食障害の拒食症、または一時的な治療を精神病性障害のある人の抗精神病薬による治療、物議を醸す場合もあるが、「支持された自主性（supported autonomy）」の原則は、市民の命と自由を守るための政府の役割と一致している。Terrence F. Ackerman はこれらの状況での問題を強調し、医師または政府がこの一連の行動をとることによって、患者の自主性に対する病気の制約的効果として価値の矛盾を誤って解釈する危険を冒すと主張している。
アメリカ合衆国においては、1960年代以来、医者が医学部にいる間に医師が生命倫理学コースを受講するという要件を含む、患者の自主を尊重する意識を高める試みがなされてきた。しかしながら、患者の自主尊重を促進することへの大規模な取り組みにもかかわらず、先進国における医学に対する国民の不信は残ったままである。

### 日本における「自己決定権」
日本では、法学者唄孝一の1965年の論文（「治療行為における患者の承諾と医師の説明」『契約法大系』補巻、1965年2月『医事法学への歩み』、1970年「医事法の底にあるもの」再録）の中で、ドイツ語のPersonale Selbstbestimmung の訳語として患者の「個人の自己決定権」が使われているという。それと同時期に、欧米での患者の権利のための運動が盛んになり、そこで主張された英語の Patient Autonomy が「患者の自己決定権」と訳されたようになったという。当時より、英語での self-determination は「民族自決」（運動）を指していた。
その後、世界医師会のリスボン宣言でも「患者の自己決定の権利」が謳われた。ただし、1995年「リスボン宣言バリ総会改訂版」の採択において、日本医師会は唯一棄権している。
日本医師会生命倫理懇談会はその間、インフォームド・コンセントを元にした、1990年に「説明と同意」と表現する患者の自己決定権を保障するシステムあるいは一連のプロセスの概念を示した。1997年に医療法が改正され「説明と同意」を行う義務が、初めて法律として明文化されることになった。これに対し、日弁連（日本弁護士連合会）は2011年10月6日第54回人権擁護大会の声明において、「我が国には、このような基本的人権である患者の権利を定めた法律がない」「日本医師会生命倫理懇談会による1990年の『説明と同意』についての報告も、こうした流れを受けたものではあるが、『説明と同意』という訳語は、インフォームド・コンセントの理念を正しく伝えず、むしろ従来型のパターナリズムを温存させるものである」と批判した。

### 日本における「"自律"尊重原則」
日本の一部では（単純に、自律神経から連想して誤訳してしまっただけの可能性もあるが）、これを定義通りの「自己決定権」または「自主」でもなく、「自律」または「自律性」という文脈上とくに違和感のある日本語訳を採用する場合がある。また、その根拠を、元の古ギリシャ語を原義とする意味合いによらず、カントがその道徳論で用いたオートノミーに求めて説明する試みが見られている。その結果として「自分の行為を主体的に規制すること。外部からの支配や制御から脱して、自身の立てた規範に従って行動すること」という理解に繋がってしまっているのである。（本来は逆で「患者は常に自分の治療を選択する自由を持つべき」という定義）
しかしながら、ここ（「医療倫理の4原則」や生命倫理学#原則）におけるオートノミーをカントの意味合いに求める根拠は存在せず、そもそもカントは道徳において、オートノミーを3つのテーマによって定義していると現代倫理では一般に解釈されている。第一に、他者からの干渉を排除して自らの決定を下す権利としてのオートノミー（自主性）。第二に、自らの心の独立性を通してそして個人的な熟考の後にそのような決断をする能力としてのオートノミー（自律性）。第三に、オートノミー（自立的）に生活するための理想的な方法として。つまり、（カントの定義する）オートノミーは、自分が所有する内なる道徳的な権利（"Moral rights"＝「人格権」）と言える。
ゆえに、ここであえて「自律」という訳語を採用し、患者の内面の道徳的「自律心」または「（子供の発達期における）自己を律する自律性」「自分の行為を主体的に規制すること」を示唆するのは、医療倫理の文脈でいう、外からの干渉を受けない患者の「自主」に基づく自己決定の権利をあえて欠落させるものである。
つまり、パターナリズムの対義語としての患者の「自己決定（権）」の擁護、およびその保障プロセスとしての「インフォームド・コンセント」の必要性を説くこの文脈において、「自律」の訳語採用は明らかに誤りである。実情を掘り下げると、インフォームド・コンセントをあえて「説明と同意」という日本独自の概念に変えてしまい、日弁連から「『説明と同意』という訳語はインフォームド・コンセントの理念を正しく伝えず、むしろ従来型のパターナリズムを温存させるものである」と批判されたように、ここで「自律」の訳を採用すること自体が日本の医療におけるパターナリスティクな慣習と抵抗の現れである、とする批判も可能である。そこで、ここでは中立的で客観的に、より正しい意味合いである「自主」、そしてその具体としての「自己決定権」というオートノミーの訳語を採用しているものである。
なお、同じ漢字圏の国（台湾など）においても、この文脈では「自主」である。
例：「醫學倫理學 - 病患自主（患者の自主）」、「生命倫理學之四原則、1.尊重自主原則」、「自主神经系统」、「病人自主權利法（患者の自主権利法）」

#### 日本医師会の対応
さらに、世界医師会が発表する宣言文（リスボン宣言など）の翻訳文を日本医師会が公開しているが、そこでは「患者のオートノミー」は全て「患者の自律性」との訳で一貫し、2008年に採択された別の「プロフェッショナル・オートノミーと臨床上の独立性に関するWMAソウル宣言」では、カタカナ表記で「オートノミー」としている。この違いは、ソウル宣言では、オートノミーが医師についての事だからである。「患者のオートノミーは自律性」と訳しながらも「医師のオートノミーはオートノミー」とカタカナ表記で翻訳し、「オートノミー」の訳を意図的に異なるものにしているのである。
同様の意図的な「誤訳」は他でも指摘されており、「WMA（世界医師会）の考えが日本の医療界に浸透しないのは、日本医師会の『誤った認識』がそれを妨げているからでしょう。日本医師会は『WMAの考えを隠したい』という『意図』を持っているようです」・・・「日本医師会の訳では『個々の医師のあり方』を述べていることになります。これは『the medical profession』と『individual physicians』との区別を無くしたための『誤訳』です。一例を挙げましたが、このようなprofessionに関する『誤訳』はWMAの他の 宣言などでも一貫して出てきます。したがってこれは『意図的な誤訳』でしょう」。つまり、日本の医師会は、誤解や誤訳ではなく、意図があって意図的に行っている、と言える。

## その他の様々な用法
- コンピューティングでは、オートノミー型周辺機器は、コンピュータの電源を切った状態で使用できるもの。
- 心理学における自己決定論の中で、オートノミーは「オートノミーの支援対コントロール」、「オートノミー支援社会的文脈がオートノミーな動機、健康的な発達、および最適な機能を促進する傾向があるという仮説」を指す。
- 数学的解析では、常微分方程式は時間に依存しなければ自励系であると言われる。
- 言語学において、独立言語（Autonomous language）は他の言語から独立しているものであり、例えば、標準的な多様性、文法本、辞書または文学などを有する。
- ロボット工学では、「オートノミー」は制御の自主性を意味する。この特徴は、ロボット工学の場合には、設計者とロボットとの間の関係において、2者間の関係の特性であることを意味する。自給自足、適性、学習または発達、および進化は、エージェントのオートノミーを高めるのです」とRolf Pfeiferは述べている。
- 自律システム・自律系（autonomous system）参照。
- 宇宙飛行では、オートノミーは地上管制官による制御なしで動作している有人任務を指すこともある。
- 経済学では、自治消費は所得水準がゼロのときの消費支出であり、支出は所得に対してオートノミーになる。
- 政治では、自治的領土とは、自決権・主権または独立 （ 主権 ）に対する民族的または先住民族の要求に反対して領土の完全性を維持したい側の国を指す。
- 反体制運動では、autonomous spaceは、（政府間の交流のための）非政府の社会的な中心としての社交空間や自由な空間のための別称。
- 社会心理学では、オートノミーは、個人の達成、自立、孤独を好むことに焦点を当てることで特徴づけられる性格特性であり、主に社会指向性 (sociotropy) の対義語に扱われる[44]。
- 自動運転車では、autonomous carは、制御システムが「自律型」であることが要件となる。

## 半オートノミー
セミオートノミー （接頭辞semi / / "half"と組み合わせた ）は、部分的または限定的なオートノミー示します。相対的な用語として、それは通常、他の完全オートノミーなエンティティまたはプロセスと比較して、実質的にまたは機能的に制限されている様々な半オートノミーのエンティティまたはプロセスに適用される。

## 準オートノミー
クワシオートノミー（接頭辞 quasi- /「類似」または「出現」の付いた造語）という用語は、正式に取得または宣言されているが、機能的に制限されているか制約されたオートノミーを表す。記述的な用語として、それは通常自律的に正式に指定またはラベル付けされているさまざまな準自律的なエンティティまたはプロセスに適用されるが、実際には機能的に依存するか、他のエンティティまたはプロセスによって影響を受ける。このような用語の使用例は、準自治的な非政府組織の一般的な名称で見ることができる。